# 尼古拉·謝爾蓋耶維奇·茲韋列夫

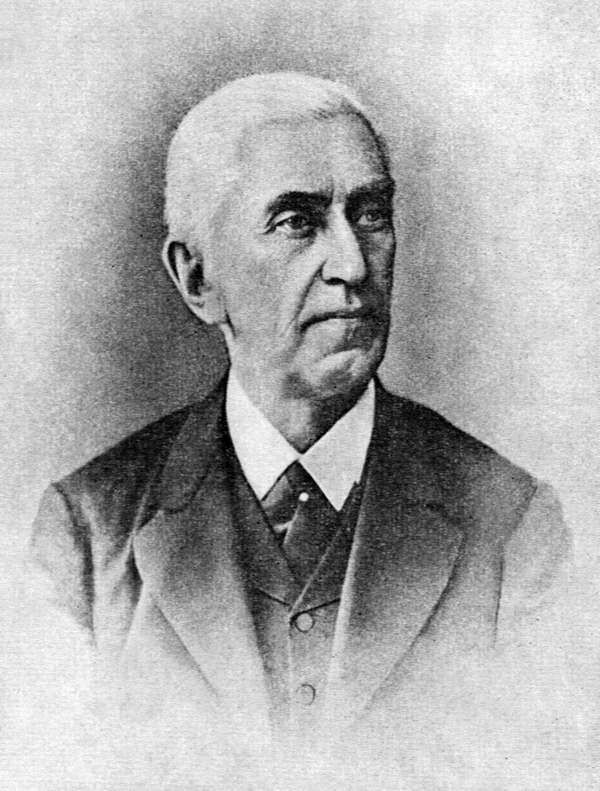
茲韋列夫

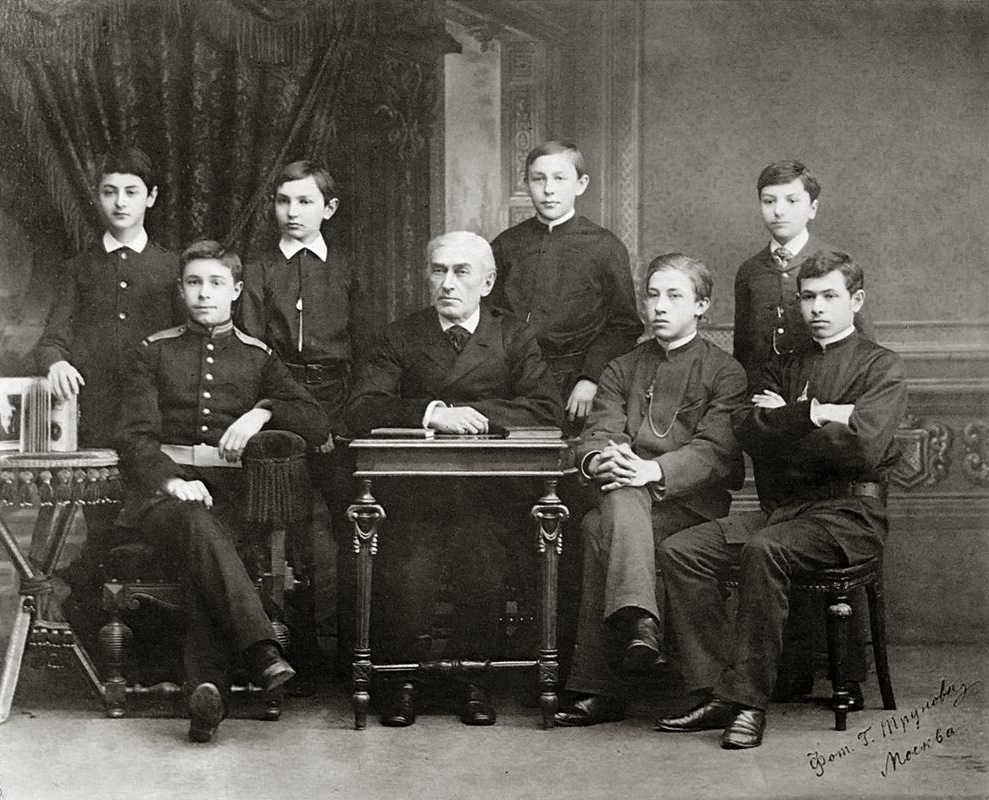
茲韋列夫 (居中者) 和他的学生

尼古拉·謝爾蓋耶維奇·茲韋列夫（俄语：Николай Сергеевич Зверев；1832年—1893年10月2日），俄羅斯鋼琴家，學生眾多，包含谢尔盖·瓦西里耶维奇·拉赫玛尼诺夫、亞歷山大·尼古拉耶維奇·斯克里亞賓、 亞歷山大·哥登懷瑟、亞歷山大·席洛悌、伊根諾夫等人。